# Fabiano Landi
Fabiano Francesco Landi (Radda in Chianti, 10 marzo 1872 – Laohekou, 30 giugno 1920) è stato un missionario e vescovo italiano, membro dell'Ordine dei frati minori, vicario apostolico dell'Hupeh nord-occidentale nonché vescovo titolare di Tenara.

## Biografia
Nacque a Radda in Chianti il 10 marzo 1872.
Prese i voti dell'Ordine dei frati minori nel 1887 e fu ordinato prete nel 1894, partendo poi come missionario alla volta della Cina della dinastia Qing, dove fu nominato vicario apostolico dell'Hupeh nord-occidentale nel 1904; contestualmente divenne anche vescovo titolare di Tenara. Durante la sua attività missionaria pubblicò un Piccolo dizionario italiano-cinese, il primo dizionario italiano-cinese della lingua parlata nell'Impero cinese secondo la pronuncia della provincia dello Hubei, molto simile al cinese mandarino.
Morì, probabilmente a causa di una polmonite, a Laohekou il 30 giugno 1920.